# Svante Lodén
Svante Leonard Lodén, född 25 februari 1972 i Höganäs, är en svensk musiker och filmare.
Lodén har släppt skivor med Agurk Players, Damn!, Jakob Hellman, Timbuktu och The Martelli Tapes.
Lodén har även verkat som skådespelare och programledare. 1996 spelade han en biroll i Mysteriet på Greveholm. 1999 var han programledare för Musikbyrån. 2009 spelade han huvudrollen i musikvideon till Timbuktus låt Välj mej, regisserad av Daniel Wirtberg och Jonas Rudström. Lodén har dessutom arbetat med dokumentärserien Den svenska hiphopens pionjärer som sändes i SVT 2021.
Som regissör har han skapat dokumentärerna Timbuktu och Damn! år tio (2013) och Food Hacking (2015) tillsammans med Simon Klose.